# Skala twardości Knoopa
Skala twardości Knoopa – skala oznaczania twardości metali i ceramiki na podstawie testu dokonanego metodą opracowaną w 1939 r. przez Fredericka Knoopa w NIST. Twardość w skali Knoopa oznacza się symbolem HK.